# Philipp Köhler
Philipp Köhler (* 6. August 1859 in Langsdorf; † 10. Januar 1911 in Langsdorf) war Landwirt, Bürgermeister und Mitglied des Reichstages.

## Leben
Philipp Köhler war der Sohn des Landwirts Johann Henrich Köhler XI. (1833–1896) und dessen Frau Katharina geborene Hofmann (1838–1918). Köhler besuchte von 1865 bis 1871 die Volksschule in Langsdorf, 1872 eine Privatschule in Hungen und von 1872 bis 1874 das Gymnasium in Darmstadt. Danach war er Landwirt in Langsdorf und Bettenhausen. 1882 diente er im 2. Großherzoglich Hessischen Infanterie-Regiment Nr. 116 (Kaiser Wilhelm) in Gießen. 1884 heiratete Philipp Köhler, der evangelischer Konfession war, Dorothea geborene Bommersheim (1863–1936). Zwischen 1897 und 1906 war er Bürgermeister, Ortsgerichtsvorsteher und Standesbeamter in Langsdorf. Weiter war er Mitglied des Hessischen Landtags ab 1890 für den Wahlbezirk Oberhessen 2/Butzbach und 1893 für Wahlbezirk Oberhessen 4/Hungen-Lich. 1899 und 1905 wurde er einstimmig gewählt. Er gehörte dem Hessischen Bauernbund an. Seit Dezember 1905 war er Zweiter Präsident der 2. Kammer der Landstände des Großherzogtums Hessen, bis er 1911 aus dem Landtag ausschied. Ferner war er Anreger und Vorstandsmitglied der Großherzoglich Hessischen Landwirtschaftskammer und Ausschussmitglied des landwirtschaftlichen Vereins für die Provinz Oberhessen. Er war Begründer zahlreicher öffentlicher Vereine, Genossenschaften usw. Unter Otto Böckel war er 1890 Mitbegründer des mitteldeutschen Bauernvereins, seit 1894 Vorsitzender dieses Vereins, der 1904 in den Bund der Landwirte aufgegangen ist.
Von 1893 bis 1903 war er Mitglied des Deutschen Reichstags für den Wahlkreis Großherzogtum Hessen 1 (Gießen, Grünberg, Nidda) und die antisemitische Deutsche Reformpartei. Von 1907 bis 1912 vertrat Köhler erneut den Wahlkreis im Reichstag, wo er sich der Fraktion der Deutschsozialen Partei anschloss. Am 1. Juli 1896 wurde sein Reichstagsmandat als erloschen erklärt, weil ihm eine Postagentur übertragen worden war. In der Stichwahl konnte er sein Mandat gegen Philipp Scheidemann verteidigen. Von 1898 bis 1903 war er nicht mehr ordentliches Mitglied der Fraktion der Reformpartei, sondern lediglich Hospitant.